# Los Zumacales
La tumba megalítica de Los Zumacales es un monumento megalítico tipo crómlech del neolítico (en torno al 5500 a. C.). Se encuentra situado cerca de Simancas (provincia de Valladolid), comunidad autónoma de Castilla y León, España. En 2016 fue incluida en la lista roja de Hispania Nostra debido a su estado de deterioro. Fue declarada bien de interés cultural el 11 de febrero de 2021.

## Historia
Levantada en torno al año 5500 a. C. fue descubierta en los años 1960 casualmente por un agricultor que estaba usando una máquina excavadora y dio con las piedras. Se han realizado de campañas de excavación en los años 1982, 1989 y 1990. Se han encontrado restos de huesos de jóvenes y adultos (en total 22 personas) y diversos objetos funerarios. En la actualidad, debido a su estado de abandono, ha sufrido expolio y vandalismo, por lo que en febrero de 2016 fue incluida en la lista roja de Hispania Nostra.
Ese mismo 2016 la Junta de Castilla y León realizó una inversión de más de 62000 € para rehabilitar el yacimiento, entre los que se he realizaron trabajos de restitución a su lugar original de los bloques calizos desplazados en 1981 y reconstrucción de la cámara del dolmen y la restitución volumétrica del túmulo y un acceso con señales para quienes quieran visitarlo.

## Descripción
Ubicado a unos 1700 metros al noreste del núcleo urbano de Simancas, sobre la parte culminante de un relieve de gran personalidad geográfica, en plena transición entre la campiña arenosa del valle del Pisuerga al sur y el reborde meridional de la estructura caliza de los montes Torozos. Se trata de un emplazamiento a 740 m de altitud, elevado unos 60 m sobre el valle inmediato, de amplio dominio visual sobre el espacio circundante, y en especial, sobre la confluencia de los ríos Duero y Pisuerga.
El yacimiento de los Zumacales es un sepulcro megalítico de corredor, con una única fase de construcción y ocupación asociada a momentos avanzados del Neolítico Interior. Ha sido objeto de diversas campañas de excavación desde los años 1980 a través de las cuales se ha podido documentar tanto su secuencia de uso como sus características constructivas y los elementos materiales implicados en los rituales funerarios celebrados en él.
El sepulcro consta de una cámara central, un pasillo o corredor y un túmulo terrero que envuelve y monumentaliza la estructura interna. La cámara es de planta circular, con 5,20 m de diámetro y presenta un zócalo pétreo de cerca de una veintena de bloques calizos desbastados –sólo 11 de ellos conservados in situ–, dispuestos de forma apaisada, en torno a los 80 cm de espesor. En el interior del recinto cameral, la campaña de 1982 permitió documentar un depósito funerario, muy alterado, de unos 45 cm de espesor, compuesto de una matriz arenosa con restos esqueléticos humanos y diversos elementos de ajuar. Del estudio del osario se ha podido determinar la presencia de unos 25 individuos, que se acompañaron de monturas geométricas de sílex; hachas pulimentadas; numerosas cuentas de collar de calaíta; 2 colgantes pulimentados óseos; 2 ídolos-espátula de tipo «San Martín-El Miradero» sobre diáfisis de huesos de ovicáprido y cerámica elaborada a mano. Este nivel yacía sobre un empedrado original de pequeños clastos calizos.
El acceso a la cámara se efectuaría a través de un corredor, orientado hacia el sureste y actualmente muy degradado. En 1981 aún se pudieron reconocer 2 de los ortostatos de caliza que formarían el pasillo, pero fueron arrancados poco después. Las excavaciones han permitido identificar, no obstante, una laja in situ, así como huellas de otras tres, asentadas mediante rebajes en el sustrato.
El túmulo originariamente alcanzaría los 30 m de diámetro. Presenta cierta complejidad constructiva, pues se compone de tierra y guijas calizas dispuestas en tres sectores concéntricos, encintados por sucesivos anillos de piedras: contrafuertes camerales de lajas oblicuas, una corona periestalítica y corazas pétreas que delimitan, contienen y refuerzan el túmulo terrero.
Del mayor interés supuso la detección, en las excavaciones practicadas en el cuadrante suroeste del túmulo, de indicios de una fase de ocupación infratumular, sellada por la estructura del sepulcro. Esta se corresponde con un depósito de textura cenicienta, muy fértil en restos orgánicos –macrorrestos de fauna– y material arqueológico –abundante cerámica a mano con ocasionales aguadas de almagra; restos de talla de sílex; un punzón de hueso; microlitos geométricos en sílex y un hacha pulimentada– al que se asocia una pequeña estructura de piedra circular de unos 60 cm de diámetro, tal vez un hogar. Al igual que en otros testimonios conocidos, se trata de ocupaciones previas esporádicas, no muy distantes en el tiempo respecto a la construcción del sepulcro.
En 2016, se llevó a cabo la restauración y puesta en valor del sepulcro, en un proyecto promovido por la Junta de Castilla y León, articulado a partir de su señalización, accesibilidad, delimitación y preservación.
El sepulcro de corredor de los Zumacales constituye un testimonio único –junto al túmulo de Villanueva de los Caballeros– de las manifestaciones funerarias de finales del IV milenio a. C. en la provincia de Valladolid, atribuidas al Neolítico Final. Su excavación ha permitido reconocer el mantenimiento en la memoria colectiva de los primeros grupos campesinos de ciertos lugares emblemáticos, que fueron inicialmente ocupados de manera eventual, para posteriormente ser monumentalizados mediante arquitecturas megalíticas, como verdaderas marcas permanentes en el paisaje.